# Cantonul Le Cateau-Cambrésis
Cantonul Le Cateau-Cambrésis este un canton din arondismentul Cambrai, departamentul Nord, regiunea Nord-Pas-de-Calais, Franța.

## Comune
- Bazuel
- Beaumont-en-Cambrésis
- Le Cateau-Cambrésis (Kamerijkskasteel) (reședință)
- Catillon-sur-Sambre
- La Groise
- Honnechy
- Inchy
- Maurois
- Mazinghien
- Montay
- Neuvilly
- Ors
- Pommereuil
- Rejet-de-Beaulieu
- Reumont
- Saint-Benin
- Saint-Souplet
- Troisvilles